# Aïn Merane
Aïn Merane (em árabe: عين مران) é uma cidade e comuna localizada na província de Chlef, Argélia. Segundo o censo de 2008, a população total da cidade era de 51 326 habitantes.